# Boeing 377

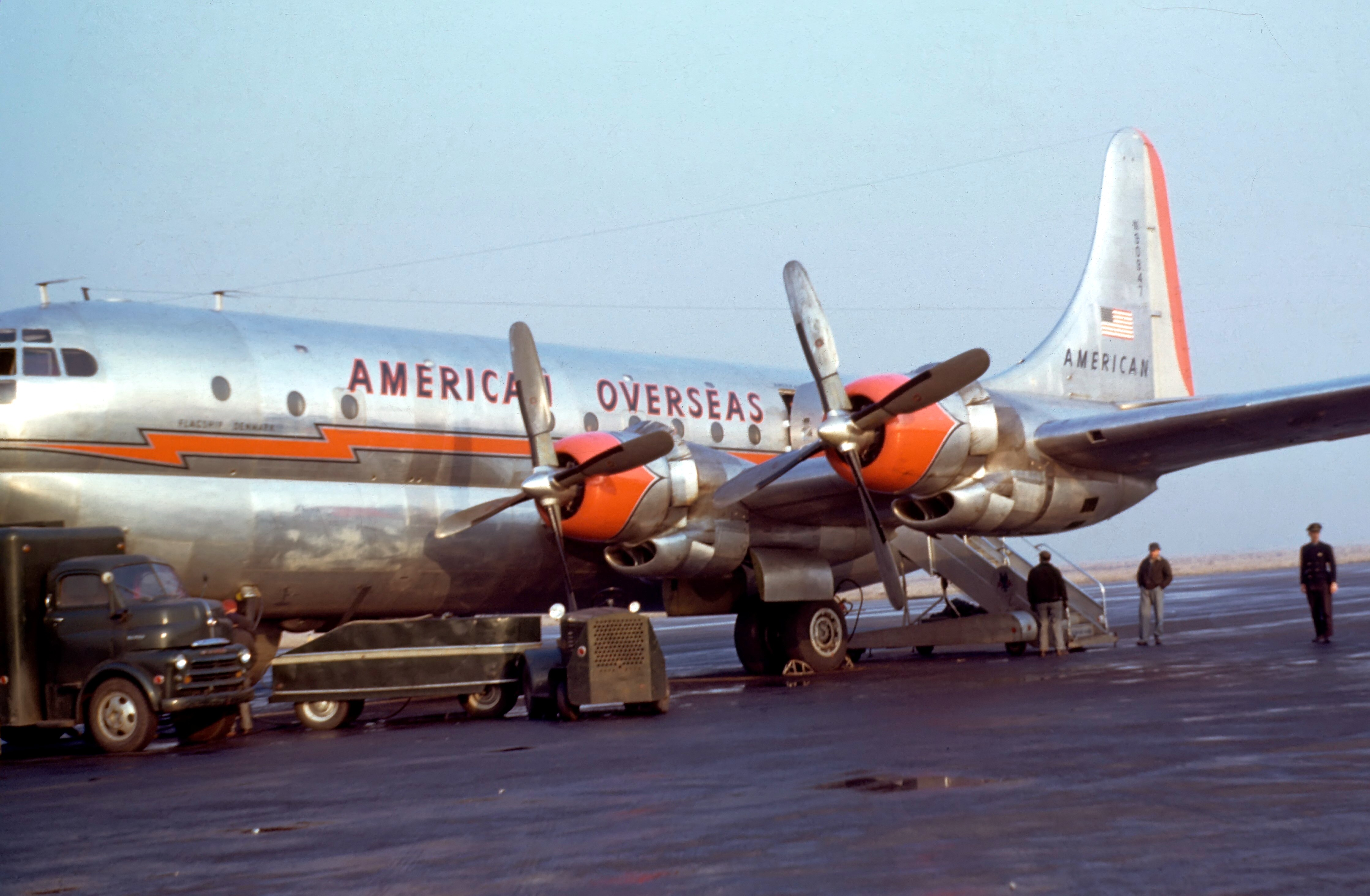
Boeing 377 Stratocruiser

Боїнг 377 Стратокруізер (англ. Boeing 377 Stratocruiser) — чотиримоторний далекомагістральний  пасажирський літак.

## Загальні відомості
Коли фірма Boeing розробила під час Другої світової війни свій знаменитий B-29 Superfortress («Суперфортеця»), стало очевидно, що це не просто дуже вдалий бомбардувальник, але й літак, здатний дати народження новому напрямку в авіабудуванні. Незабаром після запуску в дію B-29 ВПС США та компанія «Боїнг» прийшли до домовленості про початок робіт над новим транспортним літаком, і незабаром в небо піднявся C-97 Stratofreighter. У цьому літаку були застосовані крила, двигуни та хвостове оперення від B-29, але фюзеляж був практично повністю перероблений. Літак вражав усіх своїми неймовірними розмірами. Незважаючи на тупий ніс, розрахункова швидкість у цієї машини була такою ж, як у B-29. Хоча Stratofreighter був зроблений в строгій відповідності зі специфікацією військового відомства і був військовим транспортником, в Боїнгу розуміли, що війна наближається до кінця, і стали шукати нові застосування для цієї машини.

## Після війни
Авіакомпанія Pan American World Airways виявила зацікавленість у цьому літаку, але зажадала переробити його, встановивши нові двигуни. Отримавши запевнення, що авіакомпанія купить нові машини, Boeing переробила літак відповідно до вимог замовника, встановивши, крім нових двигунів, систему антизледеніння; застосувала в конструкції нові легкі сплави та переробила хвостове оперення. Внутрішній простір було перетворено в двопалубний салон з люксовими меблями та спіральними сходами, що ведуть в бар, розташований на нижній палубі. Боїнг 377 Стратокруізер здійснив свій перший політ 8 липня 1947 р.
У червні 1946 авіакомпанія Pan American World Airways скасувала свої замовлення на Douglas DC-7, замовивши замість них 20 377-х. Перша машина почала польоти 1 квітня 1949 року. На той момент це був найбільший, найшвидший і, без сумніву, найкомфортабельніший авіалайнер у світі. Незабаром пішли замовлення від авіакомпаній Northwest, American Overseas, SAS, BOAC та United Airlines. Для Northwest та United Airlines літаки були кілька доопрацьовані; найпомітнішою зміною була установка прямокутних вікон. Але тим не менш загальне число замовлених 377-х обмежилося 56. Основною причиною низької зацікавленості авіакомпаній у цьому цікавому літаку, була його складність в обслуговуванні та відносна ненадійність. Часто рейси скасовувалися, і літак довгий час знаходився на землі для усунення неполадок.

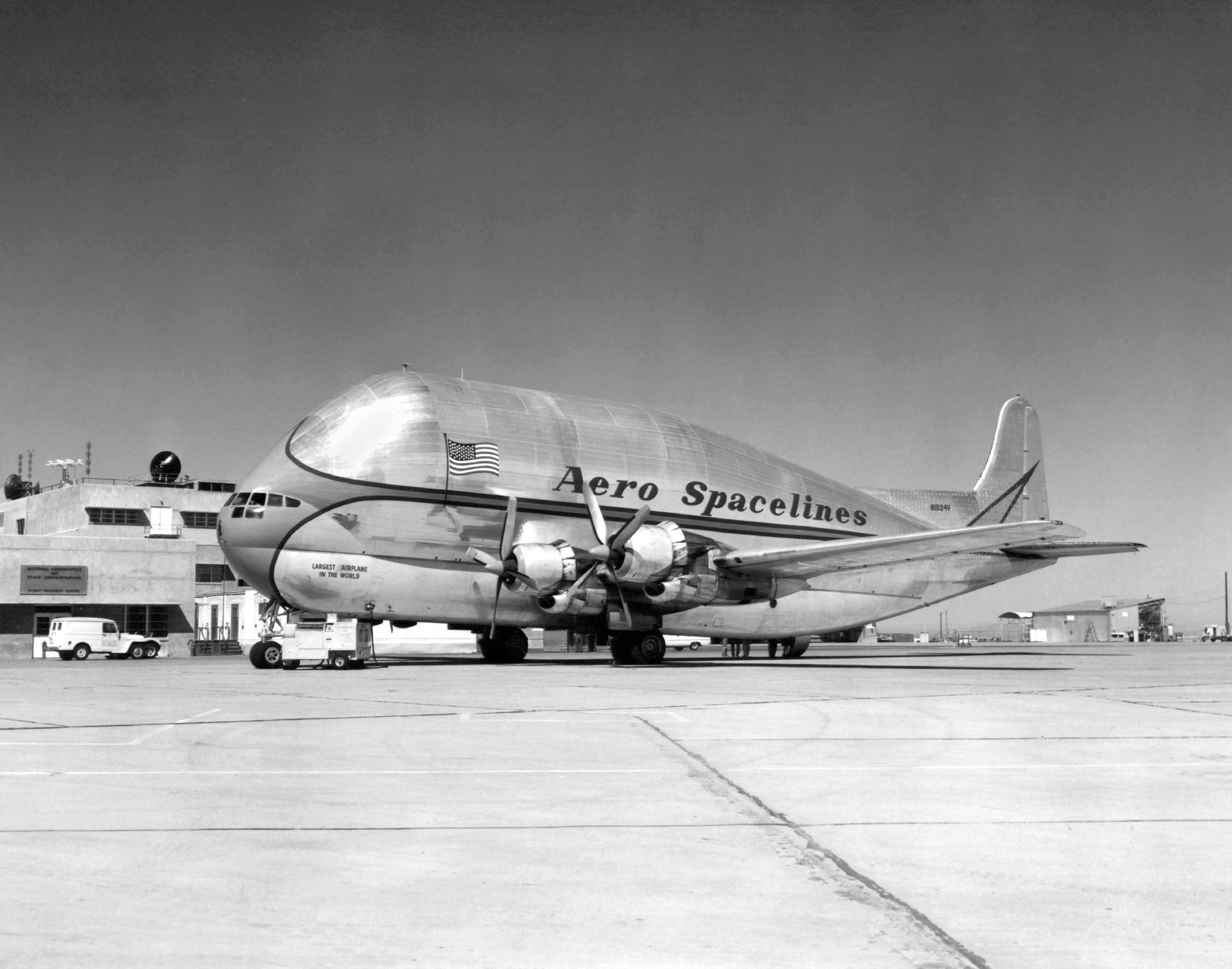
Boeing 377 Pregnant Guppy

Stratocruiser переважно використовувався на трансатлантичних лініях та інших міжнародних маршрутах, де був потрібний сервіс першого класу. Ці літаки були замінені наприкінці 50-х на більш надійні машини, а на початку 60-х на зміну їм прийшли перші реактивні авіалайнери. Багато зняті з комерційних ліній машини були перероблені в «Guppy», транспортні літаки зі збільшеним фюзеляжем, які використовувалися для перевезення деталей ракет та інших великогабаритних вантажів. Решта використовувалися в ВПС Ізраїлю як транспортні літаки.
Під час служби у ВПС США бомбардувальників Boeing B-47 Stratojet для їх дозаправки в повітрі були створені заправники KC-97, що мали штангу для дозаправки. Вони мали вантажну кабіну, великі двері зліва, і могли також перевозити вантажі або особовий склад. Всього було закуплено 816 цих літаків. Вони мали роздільні паливні системи для поршневих двигунів літака (бензин) і для заправки реактивних літаків (гас). Для збільшення швидкості та стелі на літак додатково ставили 2 реактивних двигуна J-47.

## Технічні характеристики
- Місткість: до 100 пасажирів
- Двигуни: 4 поршневих 28-циліндрових радіальних двигуна повітряного охолодження Pratt & Whitney R-4360 Wasp Major
- Максимальна злітна вага: 67 133 кг
- Порожня вага: 37 876 кг
- Максимальна дальність польоту: 6760 км
- Крейсерська швидкість: 547 км/год
- Практична стеля: 9800 м
- Розмах крил: 43,05 м
- Максимальна довжина: 33,63 м
- Максимальна висота: 11,66 м